# Vojetice
Vojetice (německy Windeberge) jsou malá vesnice, část obce Petrovice u Sušice v okrese Klatovy v Plzeňském kraji. Nachází se asi půl kilometru západně od Petrovic u Sušice. Je zde evidováno 29 adres. V roce 2011 zde trvale žilo 55 obyvatel.
Vojetice leží v katastrálním území Petrovice u Sušice o výměře 7,12 km².

## Historie
První písemná zmínka o vesnici pochází z roku 1290 (Windeberge).

## Obyvatelstvo
| Rok            | 1869 | 1880 | 1890 | 1900 | 1910 | 1921 | 1930 | 1950 | 1961 | 1970 | 1980 | 1991 | 2001 | 2011 | 2021 |
| -------------- | ---- | ---- | ---- | ---- | ---- | ---- | ---- | ---- | ---- | ---- | ---- | ---- | ---- | ---- | ---- |
| Počet obyvatel | 179  | 162  | 143  | 126  | 132  | 137  | 87   | 71   | 74   | 81   | 68   | 62   | 68   | 55   | 60   |
| Počet domů     | 20   | 20   | 19   | 19   | 19   | 19   | 18   | 18   | 18   | 21   | 20   | 21   | 25   | 27   | 31   |